# Капитело Раза I (Ровиго)
Капитело Раза I је насеље у Италији у округу Ровиго, региону Венето.
Према процени из 2011. у насељу је живело 21 становника. Насеље се налази на надморској висини од 6 м.